# Шакири, Артим
Артим Шакири (правильнее Шачири; макед. Артим Шаќири; алб. Artim Shaqiri; 23 сентября 1973, Ливада, община Струга) — северомакедонский футболист, полузащитник, тренер. Выступал за сборную Республики Македонии.

## Биография
Воспитанник деревенской команды «Динамо» (Ливада). На взрослом уровне начал выступать за «Караорман» (Струга), с которым поднялся из первого дивизиона Республики Македонии в высший. Несмотря на то, что «Караорман» занял место в зоне вылета в сезоне 1993/94, футболист был замечен ведущим клубом страны «Вардаром» и приглашён в команду. В составе «Вардара» становился чемпионом Республики Македонии (1994/95), серебряным (2000/01) и бронзовым (1995/96) призёром, обладателем Кубка Республики Македонии (1994/95, 1998/99).
В 1997 году впервые перешёл в зарубежный клуб — шведский «Хальмстад», где провёл два сезона и стал чемпионом Швеции 1997 года. В дальнейшем играл в чемпионатах более 10 стран Европы. На рубеже веков выступал за клуб второй Бундеслиги Германии «Теннис-Боруссия» (Берлин), словенские «ХИТ Горица» и «Коротан» (Превалье), турецкий «Малатьяспор». В сезоне 2002/03 стал чемпионом Болгарии с софийским ЦСКА. В сезоне 2003/04 с клубом «Вест Бромвич Альбион» занял второе место в английском Чемпионшипе и заслужил повышение в классе, однако в следующем сезоне в Премьер-лиге провёл только 3 матча. Затем играл за датский «Ольборг», финский «Интер» (Турку) и клуб второго дивизиона Швейцарии «Вадуц». В 2007 году на время вернулся в бывшую югославскую Республику Македонию и играл за аутсайдера местного чемпионата «Шкендия». В конце профессиональной карьеры выступал за албанский клуб «Беса» (Кавая), с которым стал третьим призёром чемпионата Албании 2007/08, и за агдамский «Карабах», с которым завоевал Кубок Азербайджана 2009 года. Затем некоторое время играл за любительские клубы Германии («Ольденбург», «Интер Венен»).
В национальной сборной Республики Македонии дебютировал 28 мая 1996 года в матче против Болгарии. Свой первый гол забил 11 октября 1997 года в ворота Литвы. 27 марта 2002 года в товарищеском матче с Боснией (4:4) отличился хет-триком. 16 октября 2002 года в отборочном матче чемпионата Европы против Англии (2:2) забил гол непосредственно с углового в ворота Дэвида Симэна. Всего за сборную в 1996—2006 годах сыграл 73 матча (из них один неофициальный) и забил 15 голов. Был капитаном сборной (2002—2005).
В качестве тренера возглавлял северомакедонский клуб «Шкендия», албанский «Кукеси» и косовский «Фламуртари» (Приштина). С клубом «Кукеси» стал вице-чемпионом и финалистом Кубка Албании 2014/15.